# Cascata di Kemble
La Cascata di Kemble è un asterismo appartenente alla costellazione della Giraffa.

## Osservazione
Si trova nella parte meridionale della costellazione, pochi gradi a nord dell'Ammasso Doppio di Perseo e nei pressi dell'ammasso aperto NGC 1502; appare circumpolare da gran parte dell'emisfero boreale. L'oggetto fu identificato per la prima volta dall'astrofilo Lucien J. Kemble (1922-1999, frate Francescano) nel 1980, che lo segnalò alla rivista Sky&Telescope indicandolo come una "cascata di stelle". La sua osservazione infatti è possibile anche con un piccolo binocolo, come un 7x30, e si evidenzia bene come una lunga sequenza di stelle di luminosità e colori diversi. A causa dell'oscurità della costellazione alla quale appartiene, che rende questa parte di cielo poco nota e non attrattiva per gli astrofili, quest'asterismo è stato ignorato fino a quasi tutto il XX secolo.

## Caratteristiche
La Cascata di Kemble è formata da stelle che non sono legate fisicamente fra loro, ma appaiono orientate e allineate solo per un particolare ed insolito effetto prospettico; la sua stella principale è HD 24479, di magnitudine 4,95 e di colore azzurro. Seguono una ventina di stelle comprese fra la settima e l'ottava grandezza, di colori variabili dal bianco al giallo fino al rosso. Nella parte meridionale, ad est, si trova invece l'ammasso NGC 1502.

### Libri
- (EN) Stephen James O'Meara, Deep Sky Companions: Hidden Treasures, Cambridge University Press, 2007, ISBN 0-521-83704-9.

### Carte celesti
- Tirion, Rappaport, Lovi, Uranometria 2000.0 - Volume II - The Southern Hemisphere to +6°, Richmond, Virginia, USA, Willmann-Bell, inc., 1987, ISBN 0-943396-15-8.
- Tirion, Sinnott, Sky Atlas 2000.0 - Second Edition, Cambridge, USA, Cambridge University Press, 1998, ISBN 0-933346-90-5.
- Tirion, The Cambridge Star Atlas 2000.0, 3ª ed., Cambridge, USA, Cambridge University Press, 2001, ISBN 0-521-80084-6.